# La pesanteur et la grâce
La pesanteur et la grâce és un recull de pensaments de la filòsofa francesa Simone Weil.
El filòsof i escriptor francès Gustave Thibon els va seleccionar i va ordenar per temes, a partir dels diaris escrits per Weil entre 1940 i 1942 (els anomenats Quaderns de Marsella). La mateixa Weil va confiar els seus escrits a Thibon, autoritzant-lo a llegir «els passatges que volgués a qui volgués [...]. Si durant 3 o 4 anys no has sentit parlar de mi, considera't el seu propietari». Aquesta selecció va ser publicada per l'editorial Plon de París el 1947 i, segons l'escriptor i periodista Georges Hourdin, «l'aparició del petit llibre va suscitar immediatament un ressò en els lectors. Tot d'una, un alè de puresa apareixia de sobte en una humanitat que, després de la guerra, no s'atrevia a mirar-se al mirall.».